# Madeiradwergvleermuis
De madeiradwergvleermuis (Pipistrellus maderensis)  is een zoogdier uit de familie van de gladneuzen (Vespertilionidae). De wetenschappelijke naam van de soort werd voor het eerst geldig gepubliceerd door Dobson in 1878.